# Eurostand 98
Eurostand var en kampanj 1998 riktad mot det internationella europeiska fotbollsförbundet Uefas förbud av användandet av anläggningar av ståplatsläktare i Uefa:s fotbollsevenemang. Kampanjen kulminerade i september 1998 då supportergrupperingar över hela Europa satt ner och var knäpptysta under en halvlek med deras favoritlag. Meningen var att visa på skillnaden mellan en stående folkmassa och en sittande. I Sverige deltog bland annat AIK:s, Hammarby IF:s, Djurgårdens IF:s och IFK Göteborgs hejaklackar. Många fruktade att Uefa:s ståplatsförbud på sikt skulle få sportatmosfären att likna den i Nordamerika.
I efterhand får kampanjen räknas som misslyckad och ståplatsförbudet ser inte ut att hävas inom en överskådlig framtid. Ståplatsförbudet kom till som en säkerhetsåtgärd efter Hillsboroughkatastrofen i England 1989. Sittplatsläktare anses också motverka huliganism på fotbollsarenorna.